# Face mask
Au football américain, on appelle face mask le fait d'attraper, d’agripper la grille de protection faciale du casque d'un adversaire.
Le geste pouvant causer de graves blessures, la faute est sévèrement punie, soit 15 yards de pénalité et un 1er down automatique.
En High School, la pénalité est réduite à 5 yards si la faute est accidentelle.